# Dimitri III Constantinovitch
Pour les articles homonymes, voir Dimitri (Russie).
Dimitri III de Souzdal (1324 - 5 juin 1383) dit l'Usurpateur, est le fils du prince de Souzdal Constantin Vassilievitch.

## Biographie
Après la mort d'Ivan II, il rivalise avec l'héritier légitime Dimitri Ivanovitch et monte sur le trône avec l'appui des Mongols de Nuruzbeg. Il règne sur la grande principauté de Vladimir de 1359 à 1362, mais il est contraint de se retirer dans sa principauté de Souzdal et de céder le trône à son cousin et futur gendre Dimitri Donskoï. Il serait mort à Saraï le 5 juin 1383.
De sa femme Anne il laisse:
- Ivan, prince de Nijni Novgorod, mort le 12 juillet 1377

- Siméon, prince de Souzdal, mort le 21 décembre 1402

- Eudoxie, mariée en 1367 avec Dimitri Donskoï

## Source partielle
- Marie-Nicolas Bouillet  et Alexis Chassang (dir.), « Dimitri III Constantinovitch » dans Dictionnaire universel d’histoire et de géographie, 1878 (lire sur Wikisource)